# Zhang Nan (Badminton)

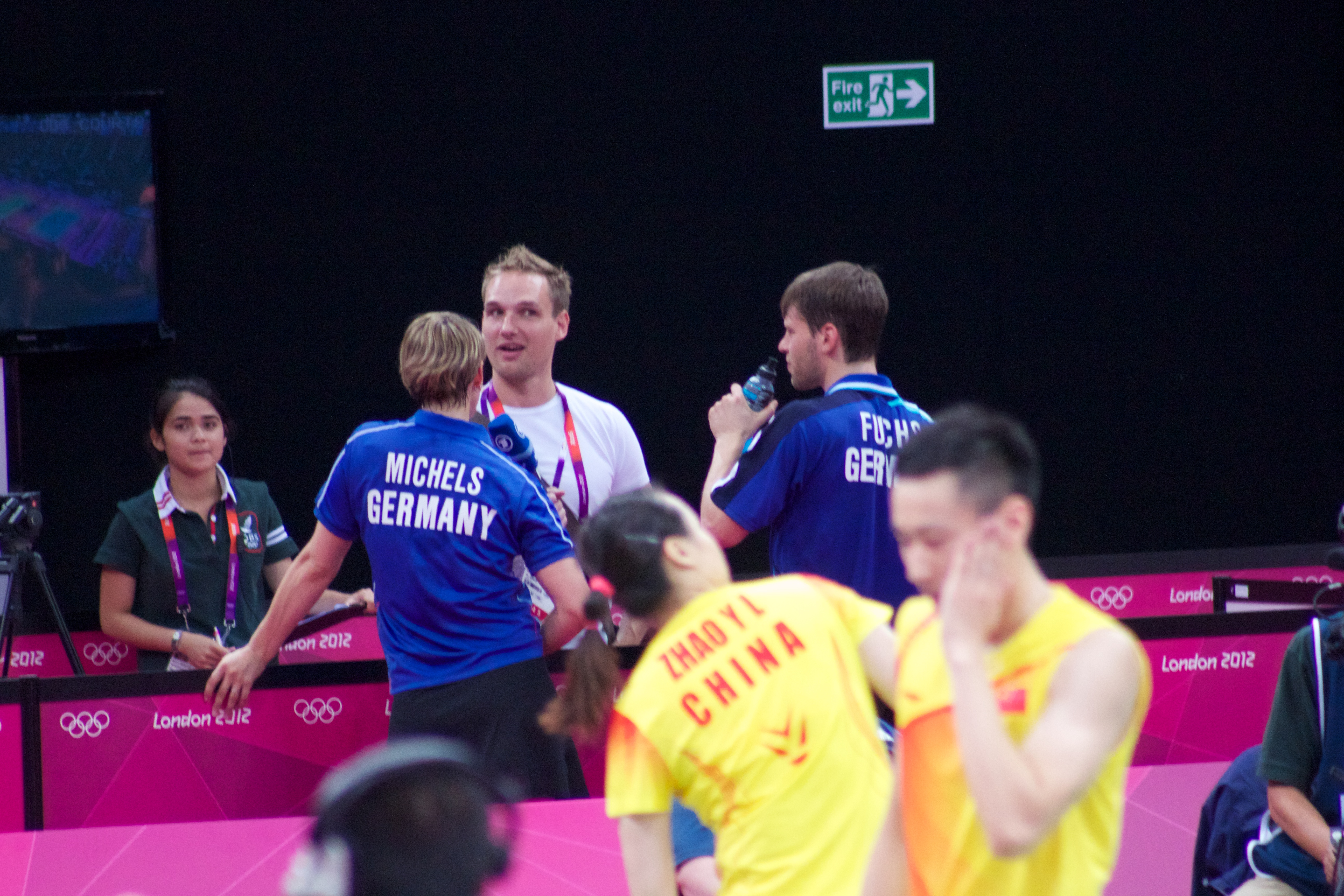
Zhang Nan (vorn rechts) bei Olympia 2012.

Zhang Nan (chinesisch 张楠, Pinyin Zhāng Nán, * 1. März 1990 in Peking) ist ein chinesischer Badmintonspieler.

## Karriere
Bei der Junioren-Badmintonasienmeisterschaft erntete Zhang Nan erste Lorbeeren, als er 2008 Titelträger im Mixed mit Lu Lu wurde. Ein Jahr später gewannen beide die Philippines Open. Im Mixed gewann er 2010 die All England, und im Doppel 2010 die German Open. Mit dem chinesischen Herrenteam wurde er im gleichen Jahr Mannschaftsweltmeister. 2011 wurde er Weltmeister im Mixed.
Die größten Erfolge errang er mit dem Gewinn der Goldmedaillen im Mixed bei den Olympischen Sommerspielen 2012 zusammen mit Zhao Yunlei sowie im Herrendoppel mit Fu Haifeng bei den Olympischen Sommerspielen 2016.

## Sportliche Erfolge
| Saison | Veranstaltung                    | Disziplin    | Platz | Name                      |
| ------ | -------------------------------- | ------------ | ----- | ------------------------- |
| 2008   | Junioren-Asienmeisterschaft      | Mixed        | 1     | Zhang Nan / Lu Lu         |
| 2008   | Junioren-Weltmeisterschaft       | Mixed        | 2     | Zhang Nan / Lu Lu         |
| 2008   | Junioren-Weltmeisterschaft       | Herrendoppel | 5     | Li Gen / Zhang Nan        |
| 2009   | Philippines Open                 | Mixed        | 1     | Zhang Nan / Lu Lu         |
| 2010   | Thomas Cup                       | Herrenteam   | 1     | China                     |
| 2010   | Malaysia Open                    | Herrendoppel | 3     | Zhang Nan / Chai Biao     |
| 2010   | Korea Open                       | Herrendoppel | 3     | Zhang Nan / Chai Biao     |
| 2010   | German Open                      | Herrendoppel | 1     | Zhang Nan / Chai Biao     |
| 2010   | All England Super Series         | Mixed        | 1     | Zhang Nan / Zhao Yunlei   |
| 2011   | Badminton-Weltmeisterschaft      | Mixed        | 1     | Zhang Nan / Zhao Yunlei   |
| 2012   | Olympische Sommerspiele          | Mixed        | 1     | Zhang Nan / Zhao Yunlei   |
| 2013   | China Masters                    | Herrendoppel | 1     | Chai Biao / Zhao Yunlei   |
| 2012   | Hong Kong Super Series           | Mixed        | 1     | Zhang Nan / Zhao Yunlei   |
| 2012   | BWF Super Series Finale          | Mixed        | 2     | Zhang Nan / Zhao Yunlei   |
| 2013   | Korea Open Super Series          | Mixed        | 1     | Zhang Nan / Zhao Yunlei   |
| 2013   | All England Super Series Premier | Mixed        | 2     | Zhang Nan / Zhao Yunlei   |
| 2013   | Swiss Open                       | Mixed        | 2     | Tang Jinhua / Zhao Yunlei |
| 2013   | Sudirman Cup                     | Team         | 1     | China                     |
| 2013   | Badminton-Asienmeisterschaft     | Mixed        | 2     | Zhang Nan / Zhao Yunlei   |
| 2013   | Indonesia Super Series Premier   | Mixed        | 1     | Zhang Nan / Zhao Yunlei   |
| 2016   | Olympische Sommerspiele          | Herrendoppel | 1     | Fu Haifeng / Zhang Nan    |
| 2016   | Olympische Sommerspiele          | Mixed        | 3     | Zhang Nan / Zhao Yunlei   |